# كين هانكوك
كين هانكوك (بالإنجليزية: Ken Hancock)‏ (25 نوفمبر 1937 في المملكة المتحدة - أبريل 2025) هو مدرب كرة قدم ولاعب كرة قدم بريطاني في مركز حراسة المرمى. لعب مع إيبسويتش تاون وبورت فايل وتوتنهام هوتسبير وستوك سيتي ونادي بوري وستافورد رينجرز ونورثويتش فيكتوريا.

## وصلات خارجية
- كين هانكوك على موقع قاعدة بيانات كرة القدم.إي يو (الإنجليزية)